# Suberea pedunculata
Suberea pedunculata är en svampdjursart som först beskrevs av Claude Lévi 1969.  Suberea pedunculata ingår i släktet Suberea och familjen Aplysinellidae. Inga underarter finns listade i Catalogue of Life.